# 한 맺힌 여검객
한 맺힌 여검객(한맺힌 여검객)은 한국에서 제작된 안달호 감독의 1969년 영화이다. 이향 등이 주연으로 출연하였고 이원섭 등이 제작에 참여하였다.

## 출연

### 주연
- 이향
- 신동일
- 문희

## 제작진
- 조명: 조기남
- 미술: 조경환